# Francisco de la Bastida
Francisco de la Bastida fue un explorador y colonizador español del siglo XVI. Estuvo en los territorios de Colombia y Venezuela. 

## Biografía
Francisco de la Bastida provenía de Barcarrota, provincia española de Badajoz. Era hijo de Rodrigo de la Bastida y de Teresa de Amaya, hidalgos extremeños de la zona. Bastidas llegó a Santa Ana de Coro (Venezuela) en 1535 y participó en las expediciones de los alemanes Nicolás de Federmán y Jorge de Espira. 
El 28 de mayo de 1538, de la Bastida se ve envuelto en el Juicio de Residencia que se celebró en Coro contra los gobernadores o capitanes generales alemanes y otros soldados españoles (un total de 59 personas) por maltrato y expolio cometido a los indígenas. Francisco de la Bastida era alguacil por parte de la Corona hispana. Aunque él no tomó decisiones represivas contra los indígenas, tampoco puso remedio ni evitó los atropellos causados a ellos, debido al miedo o temor a sus superiores o por cumplir órdenes. Francisco de la Bastida es absuelto en el juicio. Abandonó Coro y marchó a integrarse en la conquista de los territorios neogranadinos (la actual Colombia).
En 1557 vuelve a territorio venezolano para participar en la conquista de los cuicas y en la fundación de la ciudad de Trujillo con el capitán Diego García de Paredes. Luego, Francisco de la Bastida se va a El Tocuyo, pero al poco tiempo es llamado por el capitán Francisco Ruiz para que le asista en la disciplina y en el ordenamiento de Trujillo.
Francisco de la Bastida es nombrado teniente de gobernador y posteriormente ratificado en su cargo y facultado para conceder encomiendas cuando en 1564 el nuevo gobernador, Alonso Bernáldez de Quirós, tomó posesión de la gobernación de Venezuela.
Los vecinos de Trujillo deseaban cambiar el asiento de la ciudad por razones de salubridad. Debido a la oposición del cabildo de la ciudad, el gobernador, acompañado de la Bastida, cambió el emplazamiento a un sitio cercano y le dan a la ciudad el nombre de Trujillo de Medellín, ya que el gobernador era de Medellín, España.
Se le concedió a Francisco de la Bastida una encomienda en el nuevo sitio de Trujillo. Ejerció allí los cargos de alcalde y de regidor. En 1576, de la Bastida fue nombrado juez de residencia por el gobernador Juan de Pimentel para que formara juicio al capitán Juan de Maldonado y Ordóñez de Villaquirán. Pero el hermano de este tenía influencias e hizo que el gobernador anulara el juicio.
Francisco de la Bastida se quedó en Trujillo el resto de su vida.

## Familia
Estaba casado con Ana Briceño Samaniego, con quien tuvo cuatro hembras y cinco varones.